# Côn Lôn

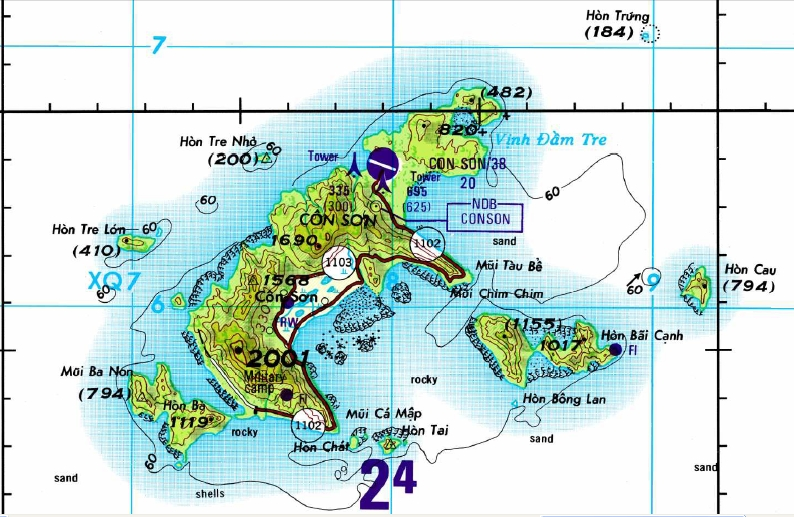
Archipel

Côn Lôn ( of Côn Sơn) is het grootste eiland van de archipel Côn Đảo, een archipel in de Zuid-Chinese Zee. Het eiland behoort tot de provincie Bà Rịa-Vũng Tàu, een van de provincies van Vietnam. De oppervlakte van het eiland is ongeveer 51,52 km². In het noorden van het eiland, bevindt zich de Đầm Trebaai.
Er wordt melding gemaakt, dat Marco Polo in 1294 voet heeft gezet op dit eiland. In 1702 is er door de Britse Oost-Indische Compagnie een nederzetting gebouwd. In 1705 werd deze nederzetting alweer vernietigd.
Côn Lôn is vooral bekend vanwege de gevangenis die tijdens de Franse heerschappij in Cochin-China werd gebouwd.